# Şehzade Mustafa (figlio di Solimano il Magnifico)
Şehzade Mustafa (Manisa, 1516 – Konya, 6 ottobre 1553) è stato un principe ottomano e pretendente al trono, figlio del Sultano Solimano il Magnifico e della concubina Mahidevran Hatun. Fu governatore di Manisa dal 1533 al 1541, di Amasya dal 1542 al 1549 e di Konya dal 1550 al 1553, quando venne giustiziato per ordine di suo padre con l'accusa di ribellione e sedizione.

## Biografia
Mustafa nacque quando Solimano era ancora un principe. Sin da giovanissimo ebbe problemi nel suo rapporto con il padre. Era il primogenito, ma suo padre, secondo gli storici, era più interessato al fratellastro più giovane di Mustafa Şehzade Mehmed, il figlio maggiore di Hürrem Sultan, moglie legale del sultano e consorte più amata, per il quale creò le migliori opportunità per il giovane figlio dando la sensazione di volerlo preparare all'ascesa al trono al momento della sua successione. Il trattamento di suo padre scontentò ulteriormente Mustafa. Una seconda scossa fu il trasferimento, nel 1541, ad Amasya dalla più importante Manisa, che governava dal 1533, in favore del fratellastro Mehmed, malgrado un editto di Solimano dichiarasse che lo aveva inviato ad Amasya non come punizione ma allo scopo di difendere la costa orientale dell'Impero Ottomano e imparare a gestire un grande impero. 
Ad Amasya ricevette la notizia della morte del fratello Mehmed e della sua sostituzione con Şehzade Selim, fratello più giovane di Mehmed, piuttosto che essere richiamato lui stesso. 
Questa fu una decisione critica, visto che la madre di Selim era di nuovo Hürrem Sultan, già madre del defunto Mehmed. Il suo sostegno ai figli rimasti, Selim e Bayezid (Cihangir, essendo fisicamente disabile, non era considerato come un possibile erede) rendeva la carriera politica di Mustafa molto difficile, ma egli governò con successo Amasya per dodici anni. Nel 1547, nel corso della campagna di Elkas, episodio della guerra ottomano-safavide, il sultano incontrò i suoi figli Selim, Bayezid e Mustafa, in luoghi diversi, e discusse con loro della situazione politica.
Secondo la credenza popolare del tempo, Hürrem Sultan ordì un complotto per rovesciare Mustafa e spianare la strada verso il trono ai propri figli (sarà poi suo figlio Selim ad ereditare, diventando il sultano Selim II). Il suo alleato nel complotto fu Rüstem Pasha, marito di sua figlia Mihrimah Sultan.
Rüstem Pasha inviò uno degli uomini più fidati di Solimano a raccontare in giro che, poiché Solimano non era a capo dell'esercito, i soldati pensavano che fosse giunto il momento di deporlo e mettere sul trono un principe più giovane, diffondendo contemporaneamente voci che Mustafa si era dimostrato ricettivo all'idea. Solimano non volle credere alla notizia in un primo momento, ma divenne furioso quando la sentì da una fonte attendibile, Rüstem Pasha.
Durante la campagna persiana di Solimano, il suo esercito si stabilì a Ereğli (Konya) per un certo periodo. Mentre l'esercito di Solimano era ad Ereğli, Rüstem Pasha chiese a Mustafa di unirsi all'esercito di suo padre. Allo stesso tempo, avvertì Solimano e lo convinse che Mustafa stava per ucciderlo.
Mustafa accettò la richiesta di Rüstem Pasha e mise assieme il suo esercito per raggiungere il padre. Solimano vide ciò come una minaccia e ordinò l'uccisione di suo figlio. Quando Mustafa entrò nella tenda di suo padre per incontrarlo, le guardie di Solimano lo attaccarono e dopo una lunga lotta lo uccisero.
Dopo la morte del principe, i giannizzeri e i soldati anatolici di Mustafa si lamentarono della decisione di Solimano. L'esercito di Mustafa trovò l'uccisione ingiusta perché credette che il motivo era dovuto a manovre politiche di Hürrem Sultan e Rüstem Pasha. I giannizzeri supportavano Mustafa in quanto erede al trono di diritto e per i suoi successi come guerriero. Dopo le proteste dell'esercito, Solimano sollevò Rüstem dalla carica di gran visir e lo rimandò a Costantinopoli.
L'uccisione di Mustafa causò disordini in Anatolia, soprattutto ad Amasya, perché il popolo lo vedeva come il prossimo sultano. La gente era arrabbiata con Rüstem e altri personaggi che erano accusati di aver preso parte al complotto per uccidere Mustafa. In alcune regioni dell'Anatolia, le persone lo ricordavano come Sultano Mustafa come se fosse salito al trono. La sua vita e il suo destino divennero una parte della letteratura turca anatolica. Il poeta anatolico Taşlıcalı Yahya compose un'elegia per il principe morto. La sua storia era simile a quella del sultano Cem.

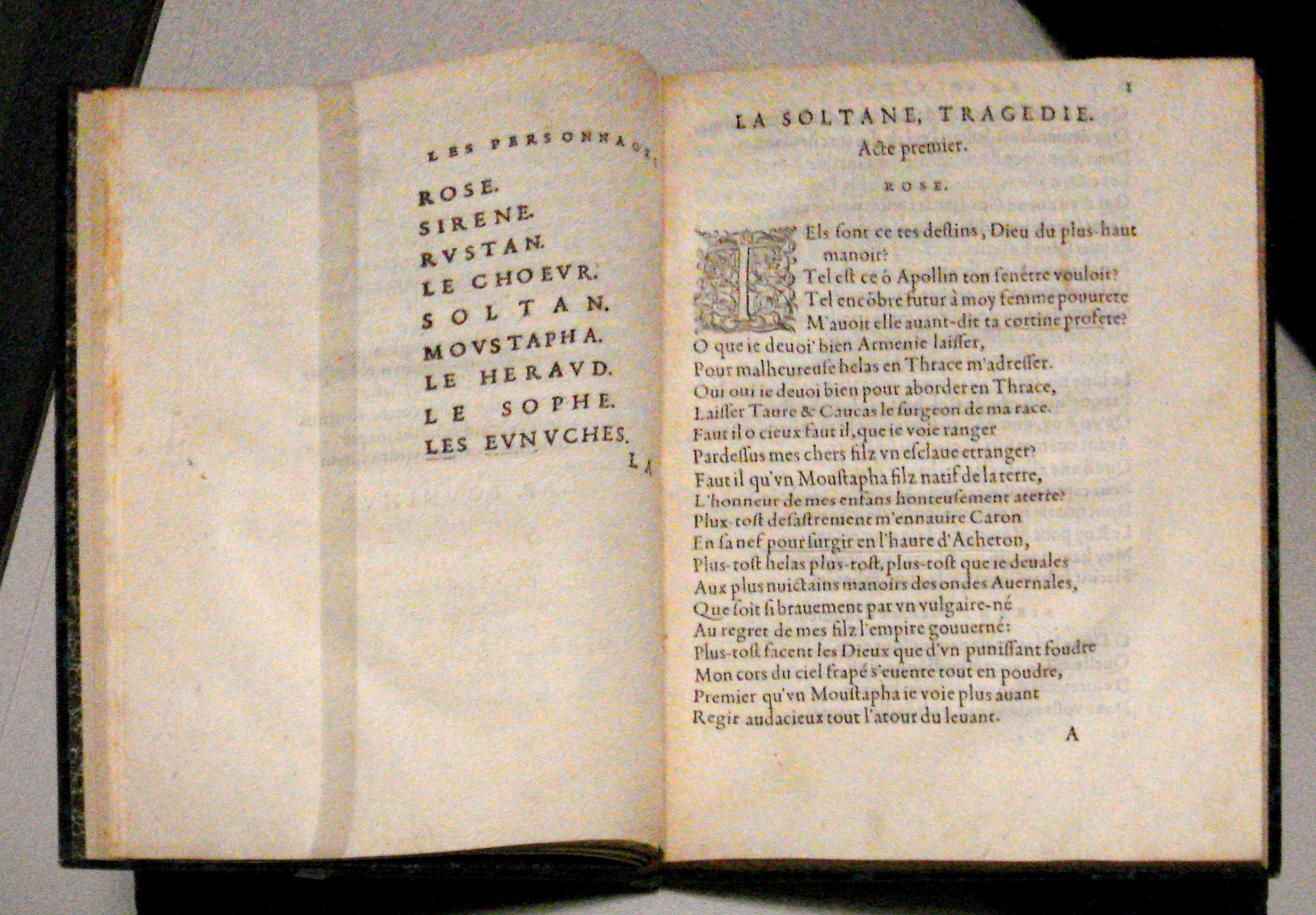
L'assassinio di Mustafa, nel 1553, divenne il soggetto della tragedia La Soltane di Gabriel Bounin

## Famiglia
L'unica concubina di Mustafa di cui si abbia notizia era nata in Crimea intorno al 1525, ma non se ne conosce il nome, né si sa quali figli diede alla luce. Dopo la morte di Mustafa, sposò Pertev Mehmed Pasha.

### Figli
Mustafa ebbe almeno tre figli. Tutti i suoi figli maschi ancora vivi al momento della sua morte furono in seguito fatti uccidere da Solimano.
- Şehzade Mehmed (1546, Amasya - maggio 1554, Bursa). Assassinato dopo la morte di suo padre per ordine di Solimano. Sepolto nel Mausoleo di suo padre.
- Şehzade Ahmed (? - 1553?).
- Şehzade Orhan (? - 1552/1553).

### Figlie
Mustafa ebbe almeno tre figlie:
- Fatma Sultan. Nel 1552, sposò Boşnak Ahmed Pasha, alleato di suo padre.
- Nergisşah Sultan (1536, Manisa - c.1592). Nel 1554, dopo la morte di suo padre, sposò, per ordine di suo nonno Solimano, Cenabi Ahmed Pasha, governatore di Kütahya e quarant'anni più vecchio di lei. Rimase vedova nel 1562.
- Şah Sultan (c. 1547, Amasya - 2 novembre 1577). Sposò Abdülkerim Ağa, generale dei giannizzeri, fra il 1562 e il 1567.

## In letteratura e nella cultura di massa
Nel 1561, otto anni dopo la morte di Mustafa, il commediografo francese Gabriel Bounin scrisse una tragedia intitolata La Soltane e incentrata sul ruolo avuto da Hürrem Sultan nella morte di Mustafa. Questa tragedia segnò la prima volta che gli Ottomani apparvero in un lavoro teatrale in Francia.
Nel 1619 il nostro tragediografo Prospero Bonarelli della Rovere pubblicò l'opera Il Solimano, la quale, analogamente alla precedente, riprendeva le tristi vicende di Mustafà e che ottenne grande successo editoriale e teatrale per molti anni a venire.
Nella serie televisiva Muhteşem Yuzyil, Mustafa è interpretato dall'attore turco Mehmet Günsür.
Nel film Tremila anni di attesa, è interpretato dall'attore Matteo Bocelli.